# Prêmio Nebula de Melhor Romance
O Prêmio Nebula de Melhor Romance é concedido todo ano pela Science Fiction and Fantasy Writers of America (SFWA) para romances de ficção científica ou de fantasia. Uma obra de ficção é definida pela organização como um romance se tiver 40.000 palavras ou mais. Também são dados prêmios para obras mais curtas nas categorias de conto, novela e novelette. Para ser elegível ao Prêmio Nebula, um romance deve ser publicado em inglês nos Estados Unidos. Obras publicadas em inglês em outros lugares do mundo também são elegíveis, desde que sejam disponibilizadas em um site ou em uma edição eletrônica. O Prêmio Nebula de Melhor Romance é atribuído anualmente desde 1966. Romances que foram expandidos de contos previamente publicadas são elegíveis, bem como novelas publicadas avulsamente se o autor solicitar que elas sejam consideradas como um romance. O prêmio já foi descrito como um dos "mais importantes prêmios da ficção científica americana" e "o equivalente da ficção científica e fantasia" ao Emmy.

## Processo de seleção
Os indicados e vencedores do Prêmio Nebula são escolhidos por membros da SFWA, embora os autores indicados não precisem ser membros. As obras são nomeadas todo ano, entre 15 de novembro e 15 de fevereiro, por autores membros da organização. As seis obras que receberem o maior número de nomeações formam a cédula de votação final, com a possibilidade de candidatos adicionais em caso de empate. Os membros podem votar na cédula de votação durante o mês de Março. Os resultados finais são apresentados na cerimônia de premiação do Prêmio Nebula em maio. Os autores não são autorizados a nomear suas próprias obras, e empates na votação final são quebrados, se possível, pelo número de nomeações recebidas pelas obras. Começando em 2009, as regras foram mudadas para o formato atual. Até então, o período de elegibilidade de candidaturas era definido como um ano após a data de publicação, o que permitia a possibilidade de nomeação de obras no ano-calendário seguinte ao da sua publicação para, depois, possivelmente ganharem o prêmio no ano-calendário posterior. Obras eram adicionadas a uma lista preliminar para o ano se elas tivessem dez ou mais indicações. A partir de uma votação nestas obras preliminares, criavasse uma cédula final, para a qual o painel de organização da SFWA estava autorizado a adicionar uma obra adicional.

## Estatísticas do prêmio
Durante os 52 anos de nomeação, 177 autores tiveram suas obras nomeadas. 38 destes ganharam, incluindo co-autores e empates. A autora Ursula K. Le Guin recebeu mais Prêmios Nebula de Melhor Romance com quatro vitórias de seis indicações. Joe Haldeman recebeu três prêmios de quatro indicações, enquanto outros nove autores já ganharam duas vezes. Jack McDevitt tem o maior número de nomeações (doze), com uma vitória. Poul Anderson, Philip K. Dick, e N. K. Jemisin estão empatados, com cinco nomeações cada, para o maior número de nomeações sem ganhar um prêmio.

## Vencedores e nomeados
Na tabela a seguir, os anos correspondem à data da cerimônia, em vez de quando o romance foi publicado pela primeira vez. Cada ano contém um link para o artigo "ano na literatura" correspondente. Itens com um fundo azul e um asterisco (*) ao lado do nome do escritor ganharam o prêmio; aqueles com um fundo branco são os outros nomeados.
  *  Vencedores e vencedores em comum
| Ano  | Autor                      | Romance                                            | Editora ou publicação                     | Ref.   |
| ---- | -------------------------- | -------------------------------------------------- | ----------------------------------------- | ------ |
| 1966 | Frank Herbert*             | Duna                                               | Chilton Company                           | [ 5 ]  |
| 1966 | Clifford D. Simak          | All Flesh is Grass                                 | Doubleday                                 | [ 5 ]  |
| 1966 | Theodore L. Thomas         | The Clone                                          | Berkley Books                             | [ 5 ]  |
| 1966 | Kate Wilhelm               | The Clone                                          | Berkley Books                             | [ 5 ]  |
| 1966 | Philip K. Dick             | Dr. Bloodmoney, or How We Got Along After the Bomb | Ace Books                                 | [ 5 ]  |
| 1966 | James White                | The Escape Orbit                                   | Ace Books                                 | [ 5 ]  |
| 1966 | Thomas M. Disch            | The Genocides                                      | Berkley Books                             | [ 5 ]  |
| 1966 | William S. Burroughs       | Nova Express                                       | Grove Press                               | [ 5 ]  |
| 1966 | Keith Laumer               | A Plague of Demons                                 | Berkley Books                             | [ 5 ]  |
| 1966 | Avram Davidson             | Rogue Dragon                                       | Ace Books                                 | [ 5 ]  |
| 1966 | G. C. Edmondson            | The Ship That Sailed the Time Stream               | Ace Books                                 | [ 5 ]  |
| 1966 | Poul Anderson              | The Star Fox                                       | Doubleday                                 | [ 5 ]  |
| 1966 | Philip K. Dick             | The Three Stigmata of Palmer Eldritch              | Doubleday                                 | [ 5 ]  |
| 1967 | Samuel R. Delany*          | Babel-17                                           | Ace Books                                 | [ 6 ]  |
| 1967 | Daniel Keyes*              | Flowers for Algernon                               | Harcourt                                  | [ 6 ]  |
| 1967 | Robert A. Heinlein         | The Moon Is a Harsh Mistress                       | Putnam Publishing Group                   | [ 6 ]  |
| 1968 | Samuel R. Delany*          | The Einstein Intersection                          | Ace Books                                 | [ 7 ]  |
| 1968 | Piers Anthony              | Chthon                                             | Ballantine Books                          | [ 7 ]  |
| 1968 | Hayden Howard              | The Eskimo Invasion                                | Ballantine Books                          | [ 7 ]  |
| 1968 | Roger Zelazny              | Lord of Light                                      | Doubleday                                 | [ 7 ]  |
| 1968 | Robert Silverberg          | Thorns                                             | Ballantine Books                          | [ 7 ]  |
| 1969 | Alexei Panshin*            | Rite of Passage                                    | Ace Books                                 | [ 8 ]  |
| 1969 | James Blish                | Black Easter                                       | Doubleday                                 | [ 8 ]  |
| 1969 | Philip K. Dick             | Do Androids Dream of Electric Sheep?               | Doubleday                                 | [ 8 ]  |
| 1969 | Robert Silverberg          | The Masks of Time                                  | Ballantine Books                          | [ 8 ]  |
| 1969 | R. A. Lafferty             | Past Master                                        | Ace Books                                 | [ 8 ]  |
| 1969 | Joanna Russ                | Picnic on Paradise                                 | Ace Books                                 | [ 8 ]  |
| 1969 | John Brunner               | Stand on Zanzibar                                  | Doubleday                                 | [ 8 ]  |
| 1970 | Ursula K. Le Guin*         | The Left Hand of Darkness                          | Ace Books                                 | [ 9 ]  |
| 1970 | Norman Spinrad             | Bug Jack Barron                                    | Avon                                      | [ 9 ]  |
| 1970 | Roger Zelazny              | Isle of the Dead                                   | Ace Books                                 | [ 9 ]  |
| 1970 | John Brunner               | The Jagged Orbit                                   | Ace Books                                 | [ 9 ]  |
| 1970 | Kurt Vonnegut              | Slaughterhouse-Five                                | Delacorte Press                           | [ 9 ]  |
| 1970 | Robert Silverberg          | Up the Line                                        | Ballantine Books                          | [ 9 ]  |
| 1971 | Larry Niven*               | Ringworld                                          | Ballantine Books                          | [ 10 ] |
| 1971 | Joanna Russ                | And Chaos Died                                     | Ace Books                                 | [ 10 ] |
| 1971 | R. A. Lafferty             | Fourth Mansions                                    | Ace Books                                 | [ 10 ] |
| 1971 | David G. Compton           | The Steel Crocodile                                | Ace Books                                 | [ 10 ] |
| 1971 | Robert Silverberg          | Tower of Glass                                     | Charles Scribner's Sons                   | [ 10 ] |
| 1971 | Wilson Tucker              | The Year of the Quiet Sun                          | Ace Books                                 | [ 10 ] |
| 1972 | Robert Silverberg*         | A Time of Changes                                  | Galaxy Science Fiction                    | [ 11 ] |
| 1972 | Poul Anderson              | The Byworlder                                      | Fantastic                                 | [ 11 ] |
| 1972 | R. A. Lafferty             | The Devil is Dead                                  | Avon Publications                         | [ 11 ] |
| 1972 | T. J. Bass                 | Half Past Human                                    | Ballantine Books                          | [ 11 ] |
| 1972 | Ursula K. Le Guin          | The Lathe of Heaven                                | Amazing Stories                           | [ 11 ] |
| 1972 | Kate Wilhelm               | Margaret and I                                     | Little, Brown and Company                 | [ 11 ] |
| 1973 | Isaac Asimov*              | The Gods Themselves                                | Galaxy Science Fiction                    | [ 12 ] |
| 1973 | Robert Silverberg          | The Book of Skulls                                 | Charles Scribner's Sons                   | [ 12 ] |
| 1973 | Robert Silverberg          | Dying Inside                                       | Galaxy Science Fiction                    | [ 12 ] |
| 1973 | Norman Spinrad             | The Iron Dream                                     | Avon                                      | [ 12 ] |
| 1973 | John Brunner               | The Sheep Look Up                                  | Harper & Row                              | [ 12 ] |
| 1973 | George Alec Effinger       | What Entropy Means to Me                           | Doubleday                                 | [ 12 ] |
| 1973 | David Gerrold              | When HARLIE Was One                                | Ballantine Books                          | [ 12 ] |
| 1974 | Arthur C. Clarke*          | Rendezvous with Rama                               | Galaxy Science Fiction                    | [ 13 ] |
| 1974 | Thomas Pynchon             | Gravity's Rainbow                                  | Viking Press                              | [ 13 ] |
| 1974 | David Gerrold              | The Man Who Folded Himself                         | Random House                              | [ 13 ] |
| 1974 | Poul Anderson              | The People of the Wind                             | Analog Science Fact & Fiction             | [ 13 ] |
| 1974 | Robert A. Heinlein         | Time Enough for Love                               | Putnam Publishing Group                   | [ 13 ] |
| 1975 | Ursula K. Le Guin*         | The Dispossessed                                   | Harper & Row                              | [ 14 ] |
| 1975 | Thomas M. Disch            | 334                                                | Avon                                      | [ 14 ] |
| 1975 | Philip K. Dick             | Flow My Tears, the Policeman Said                  | Doubleday                                 | [ 14 ] |
| 1975 | T. J. Bass                 | The Godwhale                                       | Ballantine Books                          | [ 14 ] |
| 1976 | Joe Haldeman*              | The Forever War                                    | St. Martin's Press                        | [ 15 ] |
| 1976 | Arthur Byron Cover         | Autumn Angels                                      | Pyramid Books                             | [ 15 ] |
| 1976 | Tanith Lee                 | The Birthgrave                                     | DAW Books                                 | [ 15 ] |
| 1976 | Alfred Bester              | The Computer Connection                            | Analog Science Fact & Fiction             | [ 15 ] |
| 1976 | Samuel R. Delany           | Dhalgren                                           | Bantam Books                              | [ 15 ] |
| 1976 | Roger Zelazny              | Doorways in the Sand                               | Analog Science Fact & Fiction             | [ 15 ] |
| 1976 | Ian Watson                 | The Embedding                                      | Charles Scribner's Sons                   | [ 15 ] |
| 1976 | Vonda N. McIntyre          | The Exile Waiting                                  | Nelson Doubleday                          | [ 15 ] |
| 1976 | Joanna Russ                | The Female Man                                     | Bantam Books                              | [ 15 ] |
| 1976 | Michael Bishop             | A Funeral for the Eyes of Fire                     | Ballantine Books                          | [ 15 ] |
| 1976 | Barry N. Malzberg          | Guernica Night                                     | Bobbs-Merrill Company                     | [ 15 ] |
| 1976 | Marion Zimmer Bradley      | The Heritage of Hastur                             | DAW Books                                 | [ 15 ] |
| 1976 | Italo Calvino              | Invisible Cities                                   | Harcourt Brace Jovanovich                 | [ 15 ] |
| 1976 | Poul Anderson              | A Midsummer Tempest                                | Doubleday                                 | [ 15 ] |
| 1976 | Katherine MacLean          | The Missing Man                                    | Berkley Books                             | [ 15 ] |
| 1976 | Larry Niven                | The Mote in God's Eye                              | Simon & Schuster                          | [ 15 ] |
| 1976 | Jerry Pournelle            | The Mote in God's Eye                              | Simon & Schuster                          | [ 15 ] |
| 1976 | E. L. Doctorow             | Ragtime                                            | Random House                              | [ 15 ] |
| 1976 | Robert Silverberg          | The Stochastic Man                                 | The Magazine of Fantasy & Science Fiction | [ 15 ] |
| 1977 | Frederik Pohl*             | Man Plus                                           | The Magazine of Fantasy & Science Fiction | [ 16 ] |
| 1977 | Larry Niven                | Inferno                                            | Pocket Books                              | [ 16 ] |
| 1977 | Jerry Pournelle            | Inferno                                            | Pocket Books                              | [ 16 ] |
| 1977 | Marta Randall              | Islands                                            | Pyramid Books                             | [ 16 ] |
| 1977 | Robert Silverberg          | Shadrach in the Furnace                            | Bobbs-Merrill Company                     | [ 16 ] |
| 1977 | Samuel R. Delany           | Triton                                             | Bantam Books                              | [ 16 ] |
| 1977 | Kate Wilhelm               | Where Late the Sweet Birds Sang                    | Harper & Row                              | [ 16 ] |
| 1978 | Frederik Pohl*             | Gateway                                            | Galaxy Science Fiction                    | [ 17 ] |
| 1978 | Terry Carr                 | Cirque                                             | Bobbs-Merrill Company                     | [ 17 ] |
| 1978 | Gregory Benford            | In the Ocean of Night                              | Dial Press                                | [ 17 ] |
| 1978 | David Gerrold              | Moonstar Odyssey                                   | New American Library                      | [ 17 ] |
| 1978 | Richard A. Lupoff          | Sword of Demon                                     | Harper & Row                              | [ 17 ] |
| 1979 | Vonda N. McIntyre*         | Dreamsnake                                         | Houghton Mifflin                          | [ 18 ] |
| 1979 | Tom Reamy                  | Blind Voices                                       | Berkley Books                             | [ 18 ] |
| 1979 | C. J. Cherryh              | The Faded Sun: Kesrith                             | Galaxy Science Fiction                    | [ 18 ] |
| 1979 | Gore Vidal                 | Kalki                                              | Random House                              | [ 18 ] |
| 1979 | Gardner Dozois             | Strangers                                          | Berkley Books                             | [ 18 ] |
| 1980 | Arthur C. Clarke*          | The Fountains of Paradise                          | Harcourt Brace Jovanovich                 | [ 19 ] |
| 1980 | Frederik Pohl              | Jem                                                | St. Martin's Press                        | [ 19 ] |
| 1980 | Kate Wilhelm               | Juniper Time                                       | Harper & Row                              | [ 19 ] |
| 1980 | Thomas M. Disch            | On Wings of Song                                   | The Magazine of Fantasy & Science Fiction | [ 19 ] |
| 1980 | Richard Cowper             | The Road to Corlay                                 | Pocket Books                              | [ 19 ] |
| 1980 | John Varley                | Titan                                              | Berkley Books                             | [ 19 ] |
| 1981 | Gregory Benford*           | Timescape                                          | Simon & Schuster                          | [ 20 ] |
| 1981 | Frederik Pohl              | Beyond the Blue Event Horizon                      | Del Rey Books                             | [ 20 ] |
| 1981 | Walter Tevis               | Mockingbird                                        | Doubleday                                 | [ 20 ] |
| 1981 | Robert Stallman            | The Orphan                                         | Pocket Books                              | [ 20 ] |
| 1981 | Gene Wolfe                 | The Shadow of the Torturer                         | Simon & Schuster                          | [ 20 ] |
| 1981 | Joan D. Vinge              | The Snow Queen                                     | Dial Press                                | [ 20 ] |
| 1982 | Gene Wolfe*                | The Claw of the Conciliator                        | Timescape Books                           | [ 21 ] |
| 1982 | John Crowley               | Little, Big                                        | Bantam Books                              | [ 21 ] |
| 1982 | Julian May                 | The Many-Colored Land                              | Houghton Mifflin                          | [ 21 ] |
| 1982 | A. A. Attanasio            | Radix                                              | William Morrow and Company                | [ 21 ] |
| 1982 | Russell Hoban              | Riddley Walker                                     | Summit Books                              | [ 21 ] |
| 1982 | Suzy McKee Charnas         | The Vampire Tapestry                               | Simon & Schuster                          | [ 21 ] |
| 1983 | Michael Bishop*            | No Enemy But Time                                  | Timescape Books                           | [ 22 ] |
| 1983 | Isaac Asimov               | Foundation's Edge                                  | Doubleday                                 | [ 22 ] |
| 1983 | Robert A. Heinlein         | Friday                                             | Holt, Rinehart & Winston                  | [ 22 ] |
| 1983 | Brian Aldiss               | Helliconia Spring                                  | Atheneum Books                            | [ 22 ] |
| 1983 | Gene Wolfe                 | The Sword of the Lictor                            | Timescape Books                           | [ 22 ] |
| 1983 | Philip K. Dick             | The Transmigration of Timothy Archer               | Timescape Books                           | [ 22 ] |
| 1984 | David Brin*                | Startide Rising                                    | Bantam Books                              | [ 23 ] |
| 1984 | Gregory Benford            | Against Infinity                                   | Timescape Books                           | [ 23 ] |
| 1984 | Gene Wolfe                 | The Citadel of the Autarch                         | Timescape Books                           | [ 23 ] |
| 1984 | Jack Vance                 | Lyonesse                                           | Berkley Books                             | [ 23 ] |
| 1984 | R. A. MacAvoy              | Tea with the Black Dragon                          | Bantam Books                              | [ 23 ] |
| 1984 | Norman Spinrad             | The Void Captain's Tale                            | Timescape Books                           | [ 23 ] |
| 1985 | William Gibson*            | Neuromancer                                        | Ace Books                                 | [ 24 ] |
| 1985 | Lewis Shiner               | Frontera                                           | Baen Books                                | [ 24 ] |
| 1985 | Larry Niven                | The Integral Trees                                 | Del Rey Books                             | [ 24 ] |
| 1985 | Robert A. Heinlein         | Job: A Comedy of Justice                           | Del Rey Books                             | [ 24 ] |
| 1985 | Jack Dann                  | The Man Who Melted                                 | Bluejay Books                             | [ 24 ] |
| 1985 | Kim Stanley Robinson       | The Wild Shore                                     | Ace Books                                 | [ 24 ] |
| 1986 | Orson Scott Card*          | Ender's Game                                       | Tor Books                                 | [ 25 ] |
| 1986 | Greg Bear                  | Blood Music                                        | Arbor House                               | [ 25 ] |
| 1986 | Tim Powers                 | Dinner at Deviant's Palace                         | Ace Books                                 | [ 25 ] |
| 1986 | Brian Aldiss               | Helliconia Winter                                  | Atheneum Books                            | [ 25 ] |
| 1986 | David Brin                 | The Postman                                        | Bantam Spectra                            | [ 25 ] |
| 1986 | Barry N. Malzberg          | The Remaking of Sigmund Freud                      | Del Rey Books                             | [ 25 ] |
| 1986 | Bruce Sterling             | Schismatrix                                        | Arbor House                               | [ 25 ] |
| 1987 | Orson Scott Card*          | Speaker for the Dead                               | Tor Books                                 | [ 26 ] |
| 1987 | William Gibson             | Count Zero                                         | Asimov's Science Fiction                  | [ 26 ] |
| 1987 | Gene Wolfe                 | Free Live Free                                     | Tor Books                                 | [ 26 ] |
| 1987 | Margaret Atwood            | The Handmaid's Tale                                | Houghton Mifflin                          | [ 26 ] |
| 1987 | Leigh Kennedy              | The Journal of Nicholas the American               | Atlantic Monthly Press                    | [ 26 ] |
| 1987 | James K. Morrow            | This is the Way the World Ends                     | Henry Holt and Company                    | [ 26 ] |
| 1988 | Pat Murphy*                | The Falling Woman                                  | Tor Books                                 | [ 27 ] |
| 1988 | Greg Bear                  | The Forge of God                                   | Tor Books                                 | [ 27 ] |
| 1988 | Gene Wolfe                 | Soldier of the Mist                                | Tor Books                                 | [ 27 ] |
| 1988 | David Brin                 | The Uplift War                                     | Bantam Spectra                            | [ 27 ] |
| 1988 | Avram Davidson             | Vergil in Averno                                   | Doubleday                                 | [ 27 ] |
| 1988 | George Alec Effinger       | When Gravity Fails                                 | Arbor House                               | [ 27 ] |
| 1989 | Lois McMaster Bujold*      | Falling Free                                       | Analog Science Fact & Fiction             | [ 28 ] |
| 1989 | Lewis Shiner               | Deserted Cities of the Heart                       | Doubleday Foundation                      | [ 28 ] |
| 1989 | George Turner              | Drowning Towers                                    | Arbor House                               | [ 28 ] |
| 1989 | Gregory Benford            | Great Sky River                                    | Bantam Spectra                            | [ 28 ] |
| 1989 | William Gibson             | Mona Lisa Overdrive                                | Bantam Spectra                            | [ 28 ] |
| 1989 | Orson Scott Card           | Red Prophet                                        | Tor Books                                 | [ 28 ] |
| 1989 | Gene Wolfe                 | The Urth of the New Sun                            | Tor Books                                 | [ 28 ] |
| 1990 | Elizabeth Ann Scarborough* | The Healer's War                                   | Doubleday Foundation                      | [ 29 ] |
| 1990 | Poul Anderson              | The Boat of a Million Years                        | Tor Books                                 | [ 29 ] |
| 1990 | Orson Scott Card           | Prentice Alvin                                     | Tor Books                                 | [ 29 ] |
| 1990 | John Kessel                | Good News From Outer Space                         | Tor Books                                 | [ 29 ] |
| 1990 | Mike Resnick               | Ivory: A Legend of Past and Future                 | Tor Books                                 | [ 29 ] |
| 1990 | Jane Yolen                 | Sister Light, Sister Dark                          | Tor Books                                 | [ 29 ] |
| 1991 | Ursula K. Le Guin*         | Tehanu: The Last Book of Earthsea                  | Macmillan Publishers                      | [ 30 ] |
| 1991 | Valerie Martin             | Mary Reilly                                        | Doubleday Foundation                      | [ 30 ] |
| 1991 | James K. Morrow            | Only Begotten Daughter                             | Doubleday                                 | [ 30 ] |
| 1991 | Dan Simmons                | The Fall of Hyperion                               | William Morrow and Company                | [ 30 ] |
| 1991 | John E. Stith              | Redshift Rendezvous                                | Ace Books                                 | [ 30 ] |
| 1991 | Jane Yolen                 | White Jenna                                        | Tor Books                                 | [ 30 ] |
| 1992 | Michael Swanwick*          | Stations of the Tide                               | Asimov's Science Fiction                  | [ 31 ] |
| 1992 | John Barnes                | Orbital Resonance                                  | Tor Books                                 | [ 31 ] |
| 1992 | Lois McMaster Bujold       | Barrayar                                           | Analog Science Fact & Fiction             | [ 31 ] |
| 1992 | Emma Bull                  | Bone Dance                                         | Ace Books                                 | [ 31 ] |
| 1992 | Pat Cadigan                | Synners                                            | Bantam Spectra                            | [ 31 ] |
| 1992 | Bruce Sterling             | The Difference Engine                              | Bantam Spectra                            | [ 31 ] |
| 1992 | William Gibson             | The Difference Engine                              | Bantam Spectra                            | [ 31 ] |
| 1993 | Connie Willis*             | Doomsday Book                                      | Bantam Spectra                            | [ 32 ] |
| 1993 | John Barnes                | A Million Open Doors                               | Tor Books                                 | [ 32 ] |
| 1993 | Karen Joy Fowler           | Sarah Canary                                       | Henry Holt and Company                    | [ 32 ] |
| 1993 | Maureen F. McHugh          | China Mountain Zhang                               | Tor Books                                 | [ 32 ] |
| 1993 | Vernor Vinge               | A Fire Upon the Deep                               | Tor Books                                 | [ 32 ] |
| 1993 | Jane Yolen                 | Briar Rose                                         | Tor Books                                 | [ 32 ] |
| 1994 | Kim Stanley Robinson*      | Red Mars                                           | Bantam Spectra                            | [ 33 ] |
| 1994 | Kevin J. Anderson          | Assemblers of Infinity                             | Analog Science Fiction and Fact           | [ 33 ] |
| 1994 | Doug Beason                | Assemblers of Infinity                             | Analog Science Fiction and Fact           | [ 33 ] |
| 1994 | Algis Budrys               | Hard Landing                                       | Fantasy & Science Fiction                 | [ 33 ] |
| 1994 | Nancy Kress                | Beggars in Spain                                   | Morrow AvoNova                            | [ 33 ] |
| 1994 | Gene Wolfe                 | Nightside the Long Sun                             | Tor Books                                 | [ 33 ] |
| 1995 | Greg Bear*                 | Moving Mars                                        | Tor Books                                 | [ 34 ] |
| 1995 | Octavia E. Butler          | Parable of the Sower                               | Four Walls Eight Windows                  | [ 34 ] |
| 1995 | Jonathan Lethem            | Gun, with Occasional Music                         | Harcourt Brace                            | [ 34 ] |
| 1995 | James K. Morrow            | Towing Jehovah                                     | Harcourt Brace                            | [ 34 ] |
| 1995 | Rachel Pollack             | Temporary Agency                                   | St. Martin's Press                        | [ 34 ] |
| 1995 | Kim Stanley Robinson       | Green Mars                                         | Bantam Spectra                            | [ 34 ] |
| 1995 | Roger Zelazny              | A Night in the Lonesome October                    | Morrow AvoNova                            | [ 34 ] |
| 1996 | Robert J. Sawyer*          | The Terminal Experiment                            | HarperPrism                               | [ 35 ] |
| 1996 | John Barnes                | Mother of Storms                                   | Tor Books                                 | [ 35 ] |
| 1996 | Nancy Kress                | Beggars and Choosers                               | Tor Books                                 | [ 35 ] |
| 1996 | Paul Park                  | Celestis                                           | Tor Books                                 | [ 35 ] |
| 1996 | Walter Jon Williams        | Metropolitan                                       | HarperPrism                               | [ 35 ] |
| 1996 | Gene Wolfe                 | Calde of the Long Sun                              | Tor Books                                 | [ 35 ] |
| 1997 | Nicola Griffith*           | Slow River                                         | Del Rey Books                             | [ 36 ] |
| 1997 | Nina Kiriki Hoffman        | The Silent Strength of Stones                      | AvoNova                                   | [ 36 ] |
| 1997 | Patricia A. McKillip       | Winter Rose                                        | Ace Books                                 | [ 36 ] |
| 1997 | Tim Powers                 | Expiration Date                                    | Tor Books                                 | [ 36 ] |
| 1997 | Robert J. Sawyer           | Starplex                                           | Analog Science Fiction and Fact           | [ 36 ] |
| 1997 | Neal Stephenson            | The Diamond Age                                    | Bantam Spectra                            | [ 36 ] |
| 1998 | Vonda N. McIntyre*         | The Moon and the Sun                               | Pocket Books                              | [ 37 ] |
| 1998 | Lois McMaster Bujold       | Memory                                             | Baen Books                                | [ 37 ] |
| 1998 | Kate Elliott               | King's Dragon                                      | DAW Books                                 | [ 37 ] |
| 1998 | George R. R. Martin        | A Game of Thrones                                  | Bantam Spectra                            | [ 37 ] |
| 1998 | Jack McDevitt              | Ancient Shores                                     | HarperPrism                               | [ 37 ] |
| 1998 | Walter Jon Williams        | City on Fire                                       | HarperPrism                               | [ 37 ] |
| 1998 | Connie Willis              | Bellwether                                         | Bantam Spectra                            | [ 37 ] |
| 1999 | Joe Haldeman*              | Forever Peace                                      | Ace Books                                 | [ 38 ] |
| 1999 | Catherine Asaro            | The Last Hawk                                      | Tor Books                                 | [ 38 ] |
| 1999 | Jack McDevitt              | Moonfall                                           | HarperPrism                               | [ 38 ] |
| 1999 | Harry Turtledove           | How Few Remain                                     | Del Rey Books                             | [ 38 ] |
| 1999 | Martha Wells               | Death of the Necromancer                           | Avon                                      | [ 38 ] |
| 1999 | Connie Willis              | To Say Nothing of the Dog                          | Bantam Spectra                            | [ 38 ] |
| 2000 | Octavia E. Butler*         | Parable of the Talents                             | Seven Stories Press                       | [ 39 ] |
| 2000 | Ken MacLeod                | The Cassini Division                               | Tor Books                                 | [ 39 ] |
| 2000 | George R. R. Martin        | A Clash of Kings                                   | Bantam Spectra                            | [ 39 ] |
| 2000 | Maureen F. McHugh          | Mission Child                                      | Avon Eos                                  | [ 39 ] |
| 2000 | Sean Stewart               | Mockingbird                                        | Ace Books                                 | [ 39 ] |
| 2000 | Vernor Vinge               | A Deepness in the Sky                              | Tor Books                                 | [ 39 ] |
| 2001 | Greg Bear*                 | Darwin's Radio                                     | Del Rey Books                             | [ 40 ] |
| 2001 | Lois McMaster Bujold       | A Civil Campaign                                   | Baen Books                                | [ 40 ] |
| 2001 | Kathleen Ann Goonan        | Crescent City Rhapsody                             | Avon Eos                                  | [ 40 ] |
| 2001 | Nalo Hopkinson             | Midnight Robber                                    | Warner Aspect                             | [ 40 ] |
| 2001 | Jack McDevitt              | Infinity Beach                                     | HarperPrism                               | [ 40 ] |
| 2001 | Charles de Lint            | Forests of the Heart                               | Tor Books                                 | [ 40 ] |
| 2002 | Catherine Asaro*           | The Quantum Rose                                   | Tor Books                                 | [ 41 ] |
| 2002 | Jeffrey Carver             | Eternity's End                                     | Tor Books                                 | [ 41 ] |
| 2002 | Geoffrey A. Landis         | Mars Crossing                                      | Tor Books                                 | [ 41 ] |
| 2002 | George R. R. Martin        | A Storm of Swords                                  | Bantam Spectra                            | [ 41 ] |
| 2002 | Wil McCarthy               | The Collapsium                                     | Del Rey Books                             | [ 41 ] |
| 2002 | Patricia A. McKillip       | The Tower at Stony Wood                            | Ace Books                                 | [ 41 ] |
| 2002 | Tim Powers                 | Declare                                            | Subterranean Press                        | [ 41 ] |
| 2002 | Connie Willis              | Passage                                            | Bantam Books                              | [ 41 ] |
| 2003 | Neil Gaiman*               | American Gods                                      | William Morrow and Company                | [ 42 ] |
| 2003 | Kelley Eskridge            | Solitaire                                          | Eos                                       | [ 42 ] |
| 2003 | Ursula K. Le Guin          | The Other Wind                                     | Harcourt                                  | [ 42 ] |
| 2003 | Robert A. Metzger          | Picoverse                                          | Ace Books                                 | [ 42 ] |
| 2003 | China Miéville             | Perdido Street Station                             | Del Rey Books                             | [ 42 ] |
| 2003 | Michael Swanwick           | Bones of the Earth                                 | Eos                                       | [ 42 ] |
| 2004 | Elizabeth Moon*            | The Speed of Dark                                  | Ballantine Books                          | [ 43 ] |
| 2004 | Lois McMaster Bujold       | Diplomatic Immunity                                | Baen Books                                | [ 43 ] |
| 2004 | Carol Emshwiller           | The Mount                                          | Small Beer Press                          | [ 43 ] |
| 2004 | Kathleen Ann Goonan        | Light Music                                        | Eos                                       | [ 43 ] |
| 2004 | Nalo Hopkinson             | The Salt Roads                                     | Warner                                    | [ 43 ] |
| 2004 | Jack McDevitt              | Chindi                                             | Ace Books                                 | [ 43 ] |
| 2005 | Lois McMaster Bujold*      | Paladin of Souls                                   | Eos                                       | [ 44 ] |
| 2005 | Cory Doctorow              | Down and Out in the Magic Kingdom                  | Tor Books                                 | [ 44 ] |
| 2005 | Jack McDevitt              | Omega                                              | Ace Books                                 | [ 44 ] |
| 2005 | David Mitchell             | Cloud Atlas                                        | Random House                              | [ 44 ] |
| 2005 | Sean Stewart               | Perfect Circle                                     | Small Beer Press                          | [ 44 ] |
| 2005 | Gene Wolfe                 | The Knight                                         | Tor Books                                 | [ 44 ] |
| 2006 | Joe Haldeman*              | Camouflage                                         | Analog Science Fiction and Fact           | [ 45 ] |
| 2006 | Susanna Clarke             | Jonathan Strange & Mr Norrell                      | Bloomsbury Publishing                     | [ 45 ] |
| 2006 | Jack McDevitt              | Polaris                                            | Ace Books                                 | [ 45 ] |
| 2006 | Terry Pratchett            | Going Postal                                       | HarperCollins                             | [ 45 ] |
| 2006 | Geoff Ryman                | Air                                                | St. Martin's Press                        | [ 45 ] |
| 2006 | John C. Wright             | Orphans of Chaos                                   | Tor Books                                 | [ 45 ] |
| 2007 | Jack McDevitt*             | Seeker                                             | Ace Books                                 | [ 46 ] |
| 2007 | Ellen Kushner              | The Privilege of the Sword                         | Bantam Spectra                            | [ 46 ] |
| 2007 | Jeffrey Ford               | The Girl in the Glass                              | HarperCollins                             | [ 46 ] |
| 2007 | Jo Walton                  | Farthing                                           | Tor Books                                 | [ 46 ] |
| 2007 | Richard Bowes              | From the Files of the Time Rangers                 | Golden Gryphon Press                      | [ 46 ] |
| 2007 | Wil McCarthy               | To Crush the Moon                                  | Bantam Spectra                            | [ 46 ] |
| 2008 | Michael Chabon*            | The Yiddish Policemen's Union                      | HarperCollins                             | [ 47 ] |
| 2008 | Jack McDevitt              | Odyssey                                            | Ace Books                                 | [ 47 ] |
| 2008 | Joe Haldeman               | The Accidental Time Machine                        | Ace Books                                 | [ 47 ] |
| 2008 | Nalo Hopkinson             | The New Moon's Arms                                | Warner                                    | [ 47 ] |
| 2008 | Tobias S. Buckell          | Ragamuffin                                         | Tor Books                                 | [ 47 ] |
| 2009 | Ursula K. Le Guin*         | Powers                                             | Harcourt                                  | [ 48 ] |
| 2009 | Cory Doctorow              | Pequeno Irmão                                      | Tor Books                                 | [ 48 ] |
| 2009 | Jack McDevitt              | Cauldron                                           | Ace Books                                 | [ 48 ] |
| 2009 | Ian McDonald               | Brasyl                                             | Pyr Books                                 | [ 48 ] |
| 2009 | Terry Pratchett            | Making Money                                       | Harper                                    | [ 48 ] |
| 2009 | David J. Schwartz          | Superpowers                                        | Three Rivers Press                        | [ 48 ] |
| 2010 | Paolo Bacigalupi*          | The Windup Girl                                    | Night Shade Books                         | [ 49 ] |
| 2010 | Christopher Barzak         | The Love We Share Without Knowing                  | Bantam Books                              | [ 49 ] |
| 2010 | Laura Anne Gilman          | Flesh and Fire                                     | Pocket Books                              | [ 49 ] |
| 2010 | China Miéville             | The City & the City                                | Del Rey Books                             | [ 49 ] |
| 2010 | Cherie Priest              | Boneshaker                                         | Tor Books                                 | [ 49 ] |
| 2010 | Jeff VanderMeer            | Finch                                              | Underland Press                           | [ 49 ] |
| 2011 | Connie Willis*             | Blackout/All Clear                                 | Bantam Spectra                            | [ 50 ] |
| 2011 | M. K. Hobson               | The Native Star                                    | Bantam Spectra                            | [ 50 ] |
| 2011 | N. K. Jemisin              | The Hundred Thousand Kingdoms                      | Orbit Books                               | [ 50 ] |
| 2011 | Mary Robinette Kowal       | Shades of Milk and Honey                           | Tor Books                                 | [ 50 ] |
| 2011 | Jack McDevitt              | Echo                                               | Ace Books                                 | [ 50 ] |
| 2011 | Nnedi Okorafor             | Who Fears Death                                    | DAW Books                                 | [ 50 ] |
| 2012 | Jo Walton*                 | Among Others                                       | Tor Books                                 | [ 51 ] |
| 2012 | China Miéville             | Embassytown                                        | Subterranean Press                        | [ 51 ] |
| 2012 | Jack McDevitt              | Firebird                                           | Ace Books                                 | [ 51 ] |
| 2012 | Kameron Hurley             | God's War                                          | Night Shade Books                         | [ 51 ] |
| 2012 | Genevieve Valentine        | Mechanique: a Tale of the Circus Tresaulti         | Prime Books                               | [ 51 ] |
| 2012 | N. K. Jemisin              | The Kingdom of Gods                                | Orbit Books                               | [ 51 ] |
| 2013 | Kim Stanley Robinson*      | 2312                                               | Orbit Books                               | [ 52 ] |
| 2013 | Saladin Ahmed              | Throne of the Crescent Moon                        | DAW Books                                 | [ 52 ] |
| 2013 | Tina Connolly              | Ironskin                                           | Tor Books                                 | [ 52 ] |
| 2013 | N. K. Jemisin              | The Killing Moon                                   | Orbit Books                               | [ 52 ] |
| 2013 | Caitlín R. Kiernan         | The Drowning Girl                                  | Roc Books                                 | [ 52 ] |
| 2013 | Mary Robinette Kowal       | Glamour in Glass                                   | Tor Books                                 | [ 52 ] |
| 2014 | Ann Leckie*                | Ancillary Justice                                  | Orbit Books                               | [ 53 ] |
| 2014 | Karen Joy Fowler           | We Are All Completely Beside Ourselves             | Marian Wood Books                         | [ 53 ] |
| 2014 | Neil Gaiman                | The Ocean at the End of the Lane                   | William Morrow and Company                | [ 53 ] |
| 2014 | Charles E. Gannon          | Fire with Fire                                     | Baen Books                                | [ 53 ] |
| 2014 | Nicola Griffith            | Hild                                               | Farrar, Straus and Giroux                 | [ 53 ] |
| 2014 | Linda Nagata               | The Red: First Light                               | Mythic Island Press                       | [ 53 ] |
| 2014 | Sofia Samatar              | A Stranger in Olondria                             | Small Beer Press                          | [ 53 ] |
| 2014 | Helene Wecker              | The Golem and the Jinni                            | Harper                                    | [ 53 ] |
| 2015 | Jeff VanderMeer*           | Annihilation                                       | Farrar, Straus and Giroux                 | [ 54 ] |
| 2015 | Katherine Addison          | The Goblin Emperor                                 | Tor Books                                 | [ 54 ] |
| 2015 | Charles E. Gannon          | Trial by Fire                                      | Baen Books                                | [ 54 ] |
| 2015 | Ann Leckie                 | Ancillary Sword                                    | Orbit Books                               | [ 54 ] |
| 2015 | Cixin Liu                  | The Three-Body Problem                             | Tor Books                                 | [ 54 ] |
| 2015 | Jack McDevitt              | Coming Home                                        | Ace Books                                 | [ 54 ] |
| 2016 | Naomi Novik*               | Uprooted                                           | Del Rey Books                             | [ 55 ] |
| 2016 | Ann Leckie                 | Ancillary Mercy                                    | Orbit Books                               | [ 55 ] |
| 2016 | Lawrence M. Schoen         | Barsk: The Elephants' Graveyard                    | Tor Books                                 | [ 55 ] |
| 2016 | N. K. Jemisin              | The Fifth Season                                   | Orbit Books                               | [ 55 ] |
| 2016 | Ken Liu                    | The Grace of Kings                                 | Saga Press                                | [ 55 ] |
| 2016 | Charles E. Gannon          | Raising Caine                                      | Baen Books                                | [ 55 ] |
| 2016 | Fran Wilde                 | Updraft                                            | Tor Books                                 | [ 55 ] |
| 2017 | Charlie Jane Anders        | All the Birds in the Sky                           | Tor Books, Titan Books                    | [ 56 ] |
| 2017 | Mishell Baker              | Borderline                                         | Saga Press                                | [ 56 ] |
| 2017 | N. K. Jemisin              | The Obelisk Gate                                   | Orbit Books                               | [ 56 ] |
| 2017 | Yoon Ha Lee                | Ninefox Gambit                                     | Solaris Books                             | [ 56 ] |
| 2017 | Nisi Shawl                 | Everfair                                           | Tor Books                                 | [ 56 ] |